# DeHanCi
Das DeHanCi (chinesisch 德漢詞 / 德汉词, alternativ: 德漢辭 / 德汉辞,  Déhàncí) ist ein deutsch-chinesisches Wort- und Satzlexikon im World Wide Web. Es wird von dem Cross-Cultural Communication Club, einer in London registrierten Charity (Wohlfahrtsorganisation) betrieben und ist kostenlos nutzbar; der Betrieb und die Weiterentwicklung werden durch Spenden finanziert.
Der Name DeHanCi steht für die drei chinesischen Wörter Deyu (德语 / 德語,  déyǔ – „Deutsch“), Hanyu (汉语 / 漢語,  déyǔ – „Chinesisch“) und Cidian (詞典 / 词典, bzw.: 辭典 / 辞典,  cídiǎn – „Wörterbuch“). Neben Einzelwörtern werden auch Phrasen und Beispielsätze bis hin zu ganzen Dialogen oder Liedtexten erfasst und multimedial, d. h. mit Bild und Ton, ergänzt. Besonderer Wert wird auf die Erfassung von Alltagssprache, Marken- und Firmennamen, Filmtiteln und Jugendsprache gelegt. 
Das zugrundeliegende Datenbank-System wurde speziell für die Anforderungen der chinesischen Sprache entworfen und basiert nicht auf alphabetisch sortierten Listen. Die Suche erfolgt anhand sogenannter Unscharfer Logik und ermöglicht die Einschränkung nach Sachgebieten, Aussprache usw. 
Das DeHanCi ist das älteste kontinuierlich betriebene deutsch-chinesische Online-Wörterbuch und wird in seinem Funktionsumfang beständig erweitert.  

## Suchfunktionen
Es gibt Funktionen, die allen Benutzern offenstehen, und es gibt Funktionen, die man nur benutzen kann, wenn man sich registriert hat und angemeldet ist.
Ohne Registrierung nutzbar: Suche nach deutschen Wörtern und nach chinesischen Wörtern per Schriftzeichen und Pinyin (der Lateinumschrift des Chinesischen). 
Für registrierte Benutzer steht außerdem ein Expertenmodus zur Verfügung, dessen erweiterte Suche einzeln oder kombiniert nach chinesischen Schriftzeichen, der Aussprache in Pinyin und Deutsch sucht und Einschränkung über Schlagwörter zulässt. 
Die Schriftzeichen können dabei als Unicode-Schriftzeichen, als Zahlenfolge gemäß der Fünf-Striche-Methode und als Buchstabenfolge gemäß Wubi-Eingabemethode eingegeben werden. Auch der Wubi-Platzhalter „Z“ wird unterstützt. So kann nach einem Zeichen gesucht werden, das nicht elektronisch vorliegt und vom ungeübten Lesern nur teilweise in Radikale zerlegt werden kann. 
Die Suche kann als Standard-Suche oder unscharfe Suche erfolgen: In der Standard-Suche werden Einzeleinträge oder Satzeinträge, die alle eingegebenen Wörter beinhalten, gefunden; in der unscharfen Suche werden Satzeinträge gefunden, die die Verwendung der Zeichen illustrieren, ohne dabei unbedingt alle eingegebenen Zeichen zu beinhalten.

### Beispiele für Sucheingaben
Im Expertenmodus angezeigt werden vier Eingabefelder: Hanzi (chinesische Schriftzeichen), Pinyin, Deutsch und Schlagwörter.
Gesucht werden alle Zeichen, die mit dem NV-Radikal (weiblich, Frau; Wubi-Code: V) beginnen und Mutter bedeuten.
Eingabe: 
- Hanzi: V
- Deutsch: Mutter

Gesucht wird eine Redewendung mit dem Tier „Affe“, die auf „daiwang“ oder ähnlich endet.
Eingabe:
- Pinyin: dai wang
- Deutsch: Affe
- Schlagwörter: Redewendung

Letzteres ist nützlich, wenn ein Lernender zum Beispiel das chinesische TV-Programm verfolgt, jedoch nur Teile der Aussprache und der Bedeutung erkennt.

## Ausgabe
Die Ausgabe erfolgt in vereinfachten chinesischen Schriftzeichen, Pinyin, Wubi-Code, 
einer Wort-für-Wort-Übersetzung des Originalsatzes und Deutsch. 
Für Einzelzeichen wird auch die Zahlenfolge gemäß der Fünf-Striche-Methode angezeigt. 
Grammatikalische Besonderheiten werden farblich hervorgehoben. 
Als erstes Wörterbuch zeigt das DeHanCi über eine Zeigerskala das Sprachniveau eines Eintrages an, so würde „besichtigen“ einem höheren Niveau zugeordnet als „hingehen und gucken“. Ein Beispiel für aufsteigendes Sprachniveau: 
der Blödmann < der Dummkopf <  der Idiot < der Kretin 
Veraltete und regionale Sprechweisen werden wie von anderen Lexika gewohnt gekennzeichnet.
Synonyme und Antonyme können per Knopfdruck nachgeschlagen werden. 
Die multimedialen Möglichkeiten des Internets nutzend, bietet das DeHanCi auch Bild- und Tonausgabe. Die Sprachausgabe wurde mit Muttersprachlern aufgezeichnet und ist nicht elektronisch generiert. 

## Weitere Funktionen
Angemeldete Nutzer können private Notizen an den Einträgen des Wörterbuches anbringen oder öffentliche Hinweise hinterlassen. 